# Xianfeng, Chongqing
Xianfeng (kinesiska: 先锋) är en köping i sydvästra Kina. Den ligger i stadsdistriktet Jiangjin i storstadsområdet Chongqing, omkring 47 kilometer sydväst om det centrala stadsdistriktet Yuzhong. Antalet invånare är 48 586. Befolkningen består av 23 421 kvinnor och 25 165 män. Barn under 15 år utgör 15,0 %, vuxna 15-64 år 68 %, och äldre över 65 år 16,0 %.